# 1030 w polityce

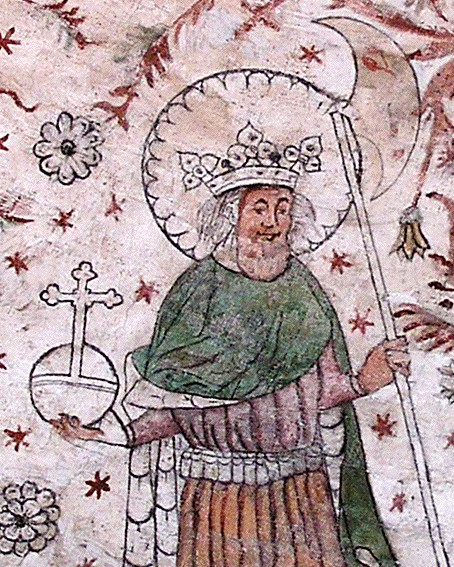
Olaf II Haraldsson

Wydarzenia polityczne w 1030 roku.

## Wydarzenia
- 29 lipca Olaf II Haraldsson ginie w bitwie pod Stiklestad[1].
- Mieszko II Lambert ponownie najeżdża Saksonię, współdziałając z Węgrami[2] i Wieletami[3][4].
- Jarosław I Mądry najechał (w porozumieniu z Bezprymem) Polskę i zajął Bełz[2].

## Urodzili się
- Stanisław ze Szczepanowa, biskup krakowski, męczennik[5].